# Зелений Гай (Баштанська міська громада)
Зелений Гай — село в Україні, у Баштанській міській громаді Баштанського району Миколаївської області. Населення становить 89 осіб. 
До 2016 року орган місцевого самоврядування — Новосергіївська сільська рада.

## Географія
На західній околиці села Балка Лозоватка впадає у річку Громоклію.

## Населення
Згідно з переписом УРСР 1989 року чисельність наявного населення села становила 81 особа, з яких 28 чоловіків та 53 жінки.
За переписом населення України 2001 року в селі мешкало 88 осіб.

### Мова
Розподіл населення за рідною мовою за даними перепису 2001 року:
| Мова       | Відсоток |
| ---------- | -------- |
| українська | 95,51 %  |
| молдовська | 2,25 %   |
| російська  | 2,25 %   |